# Marquise d'Espard
La marquise d'Espard est un personnage de La Comédie humaine d'Honoré de Balzac, dont le rôle principal se situe dans L'Interdiction, mais que l'on retrouve en qualité de personnage reparaissant dans de nombreux romans. Son nom complet est : Jeanne-Clémentine-Athénaïs d'Espard. Elle a deux fils avec son mari, le marquis d'Espard : le comte Clément de Nègrepelisse, et le vicomte Camille d'Espard. Elle habite au numéro 104, rue du Faubourg-Saint-Honoré, près du palais de l'Élysée.
Née Blamont-Chauvry en 1795, elle est, d'après Horace Bianchon, la femme la plus à la mode de Paris dans L'Interdiction, dont l'intrigue se situe en 1828. Elle y tient le rôle d'une femme malveillante et procédurière, cherchant par tous les moyens à faire interdire son mari. Alors que le marquis d'Espard souhaitait partir à Briançon avec leurs enfants, afin de réduire le train de vie de la famille, la marquise a refusé de le suivre et l'accuse de dilapider leur fortune au bénéfice de madame Jeanrenaud. La marquise lance donc une procédure contre lui. L'affaire, d'abord traitée par l'intègre juge Jean-Jules Popinot, ne semble pas avoir une issue favorable pour la marquise qui le fait dessaisir au profit du juge Camusot, beaucoup moins vertueux. Sa célébrité est cependant antérieure à cet épisode, puisqu'elle peut, dès 1822, assurer la protection de sa parente, madame de Bargeton, pourtant partie « du mauvais pied » dans les festivités mondaines. Personne n'ose lui tenir tête.
Pour créer ce personnage, Balzac se serait inspiré de la duchesse de Dino.

## Chronologie de la marquise d'Espard dansLa Comédie humaine
- En 1814, dans César Birotteau, elle règle ses achats en louis d'or. Femme d'argent, dépensière, elle a été mariée à seize ans en 1812, puis quittée par son mari en 1816 après avoir refusé d’aller s’établir en province avec lui.
- En 1821, dans Illusions perdues, elle accueille dans sa loge madame de Bargeton et Lucien de Rubempré. Mais elle se rend vite compte de son erreur et lorsque Lucien se présente chez elle, le jour suivant et les jours d'après, elle fait répondre qu'elle n'est pas là. Elle se réjouit de l'humiliation qu'elle fait subir au jeune homme contre lequel elle complote avec le comte des Lupeaulx, ce même des Lupeaulx qui l'a conseillée dans son procès.
- En 1822, dans Le Cabinet des Antiques, son salon est ouvert aux roués, c'est-à-dire un cercle de gens essentiellement intéressés par des manipulations financières.
- En 1824, dans Splendeurs et misères des courtisanes, Lucien de Rubempré refuse d'être son amant, une attitude que désapprouve Carlos Herrera qui cherche à tout prix à faire gravir les échelons de la haute société à son protégé. Mais Lucien est amoureux d'Esther Gobseck et il a gardé un souvenir cuisant des humiliations que lui a fait subir la marquise. L'abbé Carlos Herrera essaie de lui démontrer qu'il pourrait à son tour l'humilier. Mais c'est la future fiancée de Lucien qui fait subir à la marquise d'autres humiliations. Clotilde de Grandlieu s'arrange pour ne jamais voir la marquise et pour cela, elle invite les fils de cette dernière qui se prétend toujours plus jeune qu'elle n'est.
- En 1825, dans Le Bal de Sceaux, elle apparaît dans tout son éclat pour lutter contre la réputation naissante de la baronne de Macumer avec laquelle elle lutte ensuite pour préserver son titre de reine du tout-Paris dans Mémoires de deux jeunes mariées.
- En 1827, dans Le Contrat de mariage, elle prend parti pour Natalie de Manerville, une escroc qui a ruiné son mari par des manœuvres frauduleuses.
- En 1828, elle tente en vain de faire prononcer une interdiction contre le marquis d’Espard, son époux dont elle est séparée, dans L’Interdiction. Eugène de Rastignac envisage de devenir son amant et de quitter Delphine de Nucingen. Mais Horace Bianchon l'en dissuade : on sait que l'étendue de ses dettes est faramineuse. Le juge Popinot les a évaluées dans L'Interdiction.
- En 1833, dans Les Secrets de la princesse de Cadignan, sa seule amie est la duchesse Diane de Maufrigneuse. Bien qu'encore rivales, les deux femmes se confient leur désarroi : elles n'ont jamais connu d'amour vrai.
- En 1841, dans Béatrix, elle entre en lutte ouverte contre Béatrix de Rochefide qu'elle essaie de faire mettre à l'index, en quarantaine, à l'écart. Sans grand succès.
- En 1843, dans La Muse du département, le poète Melchior de Canalis lui propose de venir en aide aux sinistrés de la Guadeloupe en lui présentant une liste des grandes dames désignées par la cour à cet effet.

## La marquise d'Espard apparaît aussi dans
- La Muse du département
- La Fausse Maîtresse
- Madame Firmiani
- Une fille d'Ève
- Une ténébreuse affaire
- Le Député d'Arcis
- Autre étude de femme
- Gambara
- La Cousine Bette
- Le Lys dans la vallée
- Sarrasine